# Ekeby flygfält
Ekeby flygfält är en flygplats beläget väster om Eskilstuna centrum mellan stadsdelen Ekeby och tätorten Hällbybrunn. Den är hemmabas för Eskilstuna Flygklubb.  

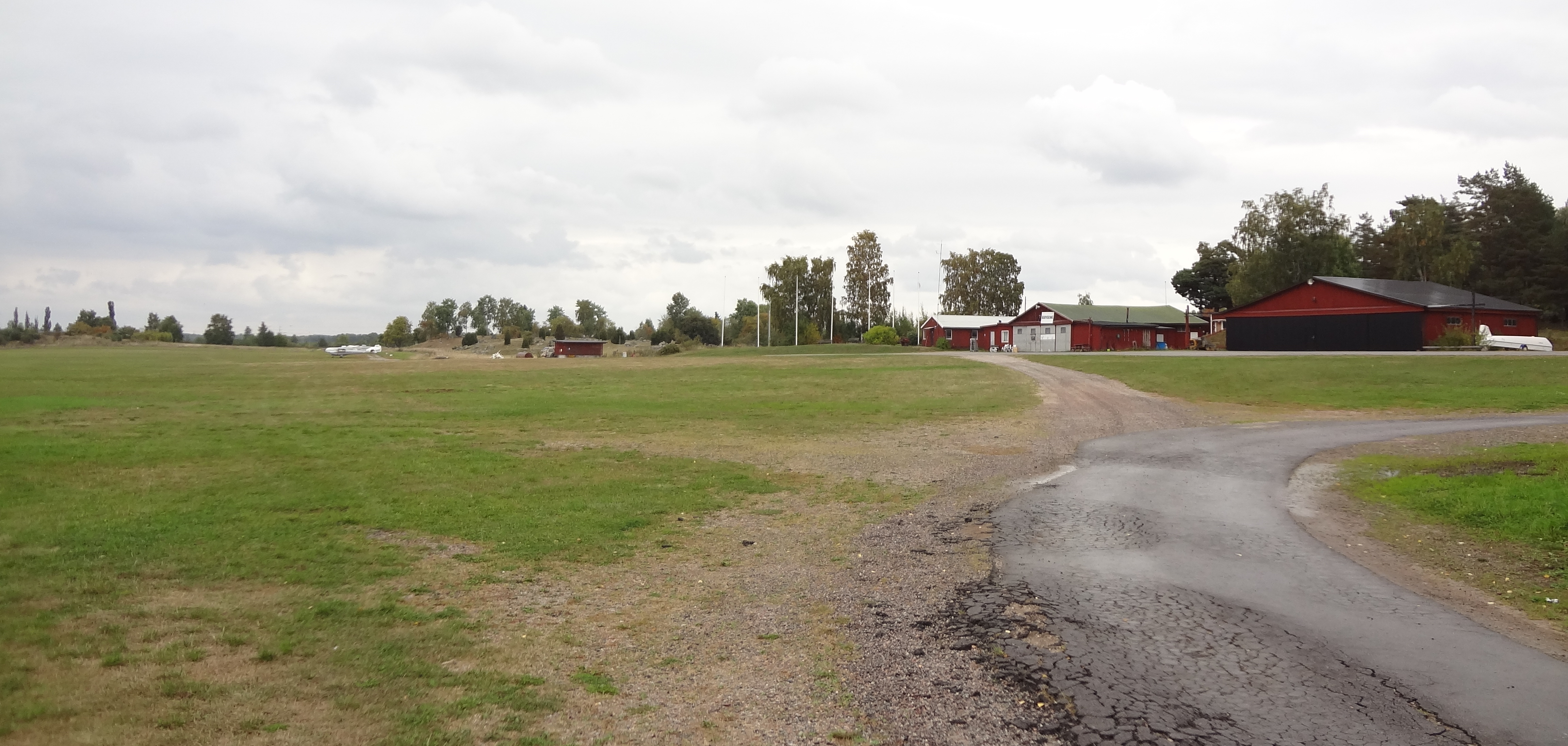
Flygklubbens hangarer vid flygfältet.

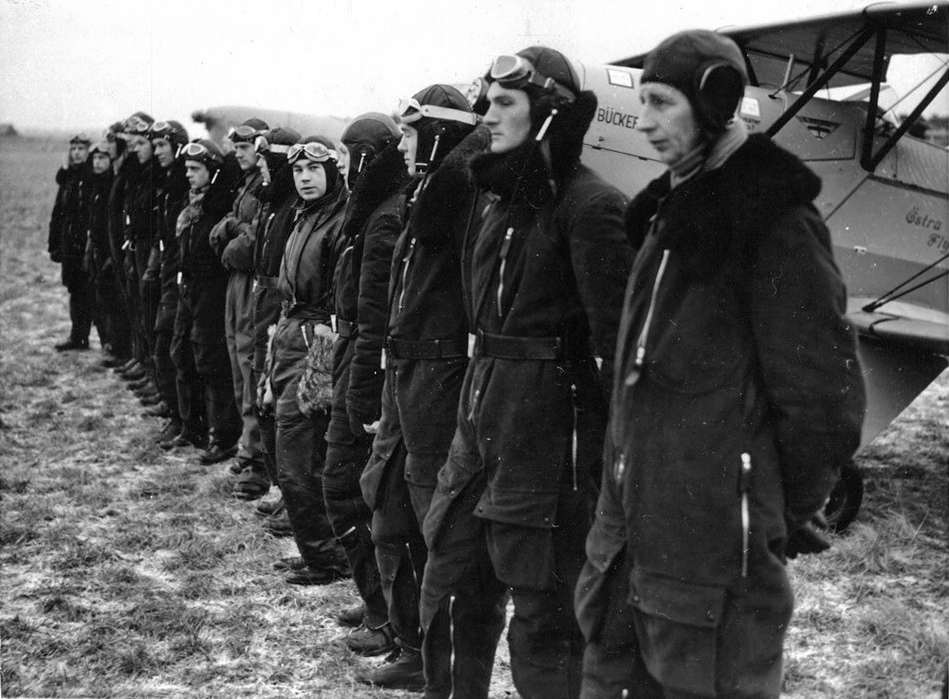
Pilotutbildning på centrala flygskolan på Ekeby flygfält, 1939.